# Enumeratio Plantarum Australiae Occidentalis
Enumeratio Plantarum Australiae Occidentalis (abreviado Enum. Pl. Austral. Occ.) es un libro con ilustraciones y descripciones botánicas que fue escrito por Charles Austin Gardner. Se publicó en el año 1931 con el nombre de Enumeratio plantarum Australiae occidentalis. A systematic census of the plants occurring in Western Australia.